# Mladen Devetak
Mladen Devetak (in serbo Младен Деветак?; Novi Sad, 12 marzo 1999) è un calciatore serbo, difensore del Rijeka.

## Caratteristiche tecniche
È un terzino sinistro di spinta roccioso, all'occorrenza può ricoprire anche il ruolo di difensore centrale.

## Carriera

### Club

#### Vojvodina ed i vari prestiti
Cresciuto nel settore giovanile del Vojvodina, ha esordito in prima squadra il 21 maggio 2017 disputando l'incontro di Superliga serba vinto 1-0 contro il Javor Ivanjica.
Nel febbraio del 2018 viene ceduto in prestito al ČSK Čelarevo in seconda serie, dove collezionerà 14 presenze e 2 gol. L'anno successivo viene nuovamente ceduto in prestito al Kabel Novi Sad addirittura in terza divisione serba, collezionando solo 15 presenze ma 3 reti in campionato. Durante il mercato invernale della stessa stagione viene richiamato alla base al Vojvodina, guadagnandosi il posto da titolare che manterrà per le successive tre stagioni.

#### Palermo e prestiti alla Viterbese e all'Istria 1961
Il 29 luglio 2022 viene acquistato a titolo definitivo dal Palermo, con cui firma un contratto triennale.
Il 4 gennaio 2023, dopo avere trovato poco spazio coi rosanero, viene ceduto in prestito alla Viterbese.
Il 13 luglio 2023 viene ceduto in prestito all’Istria 1961.

#### Rijeka
Il 2 agosto 2024 viene ceduto a titolo definitivo al Rijeka.

### Nazionale
Ha giocato nelle nazionali giovanili serbe Under-17, Under-19 ed Under-21.

## Statistiche

### Presenze e reti nei club
Statistiche aggiornate al 24 maggio 2024.
| Stagione         | Squadra          | Campionato       | Campionato | Campionato | Coppe nazionali | Coppe nazionali | Coppe nazionali | Coppe continentali | Coppe continentali | Coppe continentali | Altre coppe | Altre coppe | Altre coppe | Totale | Totale |
| Stagione         | Squadra          | Comp             | Pres       | Reti       | Comp            | Pres            | Reti            | Comp               | Pres               | Reti               | Comp        | Pres        | Reti        | Pres   | Reti   |
| ---------------- | ---------------- | ---------------- | ---------- | ---------- | --------------- | --------------- | --------------- | ------------------ | ------------------ | ------------------ | ----------- | ----------- | ----------- | ------ | ------ |
| 2016-2017        | Vojvodina        | SL               | 1          | 0          | KS              | 0               | 0               |                    |                    |                    |             |             |             | 1      | 0      |
| 2017-feb. 2018   | Vojvodina        | SL               | 2          | 0          | KS              | 0               | 0               | UEL                | 0                  | 0                  |             |             |             | 2      | 0      |
| feb.-giu. 2018   | ČSK Čelarevo     | SL2              | 14         | 2          | KS              | 0               | 0               | -                  | -                  | -                  | -           | -           | -           | 14     | 2      |
| ago.-dic. 2018   | Kabel Novi Sad   | SL3              | 15         | 3          | KS              | 0               | 0               | -                  | -                  | -                  | -           | -           | -           | 15     | 3      |
| gen.-giu. 2019   | Vojvodina        | SL               | 14         | 0          | KS              | 1               | 0               | UEL                | 0                  | 0                  |             |             |             | 15     | 0      |
| 2019-2020        | Vojvodina        | SL               | 21         | 1          | KS              | 2               | 0               |                    |                    |                    |             |             |             | 23     | 1      |
| 2020-2021        | Vojvodina        | SL               | 30         | 0          | KS              | 2               | 0               | UEL                | 0                  | 0                  |             |             |             | 32     | 0      |
| 2021-2022        | Vojvodina        | SL               | 29         | 0          | KS              | 1               | 0               | UECL               | 4                  | 0                  |             |             |             | 34     | 0      |
| Totale Vojvodina | Totale Vojvodina | Totale Vojvodina | 97         | 1          |                 | 6               | 0               |                    | 4                  | 0                  |             |             |             | 107    | 1      |
| 2022-gen. 2023   | Palermo          | B                | 6          | 0          | CI              | 0               | 0               | -                  | -                  | -                  | -           | -           | -           | 6      | 0      |
| gen.-giu. 2023   | Viterbese        | C                | 17         | 1          | CI-C            | -               | -               | -                  | -                  | -                  | -           | -           | -           | 17     | 1      |
| 2023-2024        | Istria 1961      | 1.HNL            | 30         | 0          | CC              | 1               | 0               |                    | -                  | -                  |             | -           | -           | 31     | 0      |
| Totale carriera  | Totale carriera  | Totale carriera  | 179        | 7          |                 | 7               | 0               |                    | 4                  | 0                  |             |             |             | 190    | 7      |

## Palmarès

### Club

#### Competizioni nazionali
- Coppa di Serbia: 1

Vojvodina: 2019-2020
- Campionato croato: 1

Rijeka: 2024-2025
- Coppa di Croazia: 1

Rijeka: 2024-2025